# Исяново
Исяново (баш. Иҫән) — деревня Нигаматовского сельсовета Баймакского района Республики Башкортостан России.

## История
Основана в 1600-х годах Тимуром Исяном, жителем деревни Янсары. Тимур был известным в тех местах кожевником. Изначально деревня была его личным большим имением. Разбойники, собиравшие дань с жителей близблизжайших деревень потребовали того же от Тимура. Исян же отказался платить дань. В результате чего, имение было сожжено. Дети Исяна основали новую деревню неподалеку. Со временем, часть его потомков остались жить в этой деревни, остальная же пошла покорять Дальний Восток вместе с казаками. По неподтверждённым данным, часть из них на данный момент проживает в Хабаровске.  
Также деревня известна убийством начальника горнодобывающей картели Брагина и началом восстания башкир 1755 года. В результате восстания было сохранено вотчинное право башкир на землю. 
В 1800 годах, с началом массового образования новых деревень, жители Исянова в целях сохранения своих земель образовали деревни Мукасово, Ахмерово, Яны-Исян. 
В 1900 годы в Исянове проживало более тысячи человек и имелась своя мечеть, школа, колхоз «Таналык». В годы советской власти земли без согласия жителей, решили объединить с деревней Исхаково (ныне Нигаматово), перенести колхоз «Таналык» в Нигаматово. Позже перенесли исяновскую мечеть. 
Отсутствие рабочих мест сказалась отрицательно на демографическую ситуацию деревни Исяново: люди стали массово уходить в ближайшие села в поисках работы. В деревне, в основном, остались охотники, рыбаки и скотоводы. Известен факт переселения около 100 семей в село Тубинское, на работы в золотодобывающие прииски. В деревне остались примерно 200 человек.

## Географическое положение
Деревня расположена между двух горных хребтов, на берегу живописного озера Талкас.
Расстояние до:
- центра сельсовета (Нигаматово): 14 км,
- ближайшей железнодорожной станции (Сибай): 75 км.

Межмуниципальная автодорога 80Н-111 связывает деревню с городом Баймаком и селом Тубинским.

## Население
| 2002 | 2009 | 2010 |
| ---- | ---- | ---- |
| 181  | ↗197 | ↘176 |

Национальный состав
Согласно переписи 2002 года, преобладающая национальность — башкиры (97 %).

## Религия
В деревне есть мечеть «Сафия».

## Достопримечательности
Озеро Талкас. Рядом находится санаторий «Талкас».